# 西川公也
西川 公也（にしかわ こうや、1942年〈昭和17年〉12月26日 - ）は、日本の政治家。学位は農学修士（東京農工大学、1967年）。
栃木県議会議員（5期）、栃木県議会議長（第81代）、衆議院議員（6期）。内閣府副大臣、衆議院農林水産委員長、農林水産大臣（第55・56代）、衆議院環太平洋パートナーシップ協定等に関する特別委員長（初代）、自民党たばこ議員連盟副会長、自由民主党幹事長特別参与、内閣官房参与などを歴任。

## 来歴

### 生い立ち
栃木県塩谷郡氏家町（現・さくら市）生まれ。栃木県立宇都宮高等学校、東京農工大学農学部農業生産工学科卒業。東京農工大学大学院修士課程修了。1967年、栃木県庁に入庁。

### 県政にて
1979年、栃木県議会議員選挙に出馬し、初当選した。
1993年から1994年まで県議会議長を務めた。1989年、第15回参議院議員通常選挙に栃木県選挙区から出馬するため、栃木県議会議員を辞職（結果は次点で落選）。
1991年の栃木県議会議員選挙で栃木県議会議員に復帰し、1996年に第41回衆議院議員総選挙に出馬するまで通算5期務めた。

### 国政にて

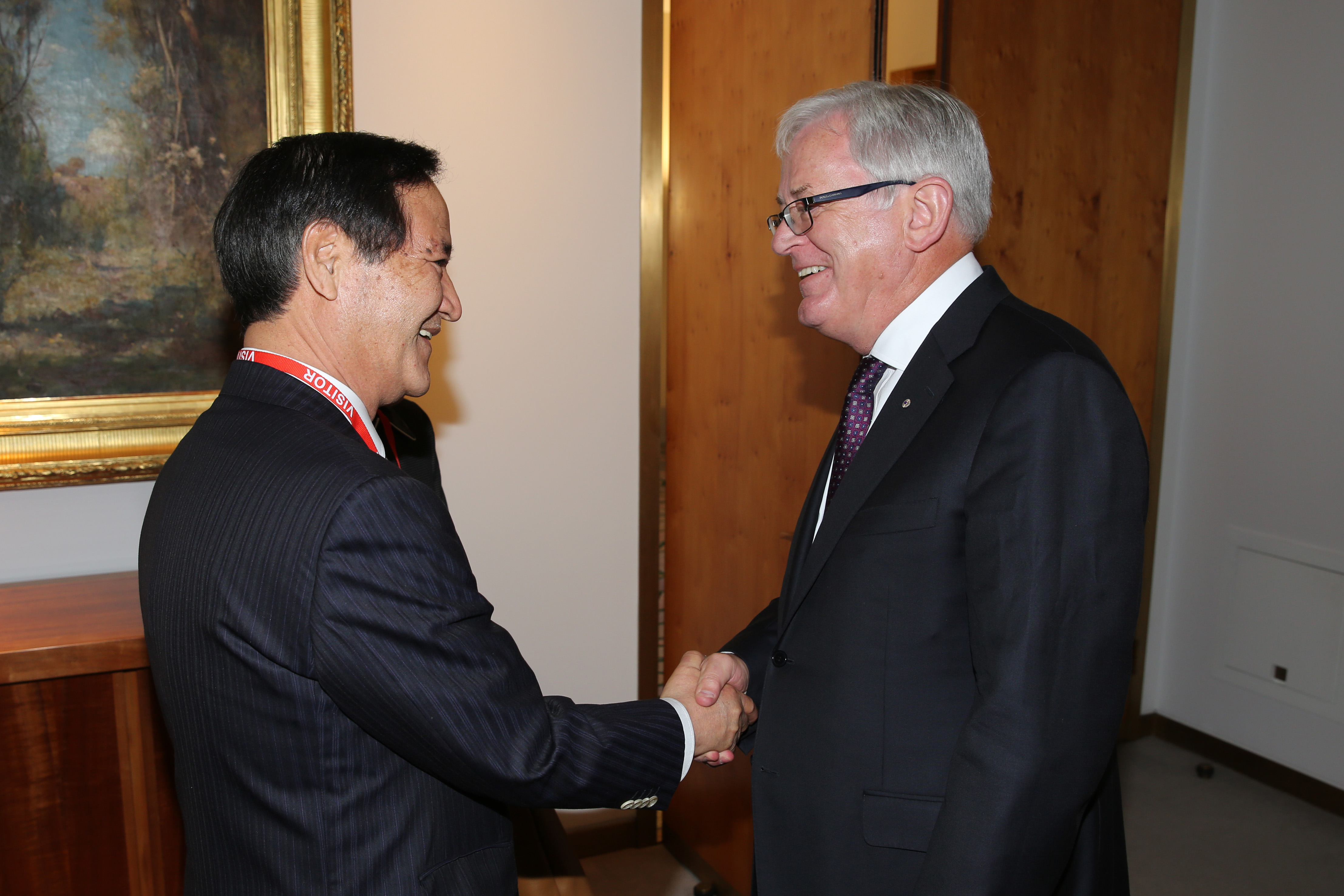
2014年3月17日、オーストラリア貿易投資大臣アンドリュー・ロブ（右）と

#### 初当選から森政権まで
第41回衆議院議員総選挙に自由民主党公認で栃木2区から出馬し、民主党前職の小林守を破り、当選した（小林も比例復活）。以後、4期連続で当選。2001年、第2次森改造内閣（中央省庁再編後）で内閣府大臣政務官に任命される。

#### 小泉政権
第1次小泉第1次改造内閣では経済産業大臣政務官を務め、第1次小泉第2次改造内閣では再び内閣府大臣政務官（経済財政政策、青少年育成、少子化対策、食品安全及び国民生活関係の政策を担当）に任命された。2003年の第43回衆議院議員総選挙では、比例北関東ブロック選出であった森山眞弓元法務大臣が衆議院比例区の73歳定年制により比例単独での出馬が不可能になったため、栃木2区から出馬。入れ替わる形で西川が比例北関東ブロック単独で出馬し、3選。第2次小泉内閣でも内閣府大臣政務官に再任された。2004年、第2次小泉改造内閣で内閣府副大臣（経済財政政策、郵政民営化関係の政策を担当）に任命された。2005年の第44回衆議院議員総選挙では、4選を果たす。第3次小泉内閣にて内閣府副大臣に再任された。

#### 第1次安倍政権から麻生政権まで
2006年、衆議院農林水産委員長に就任。2009年の第45回衆議院議員総選挙では、引退する森山に代わり栃木2区から自民党公認で出馬。公明党や栃木県建設業協会の政治団体「県建設業協会政治連盟」の推薦も受けたが、民主党前職の福田昭夫に敗れ、比例復活も叶わず落選した。

#### 第2次安倍政権以降
2012年の第46回衆議院議員総選挙では栃木2区で福田を破り、同年12月19日に当選が告示され、国政復帰を果たした（福田も比例復活）。同年、二階派の事務総長に就任した。2013年より自民党のTPP対策委員会にて委員長を務める。
2014年9月の第2次安倍改造内閣で農林水産大臣に就任。現職大臣として臨んだ12月の第47回衆議院議員総選挙は栃木2区で福田に199票差で敗れるも、比例復活で6選した。同年12月20日に当選が告示され、中央選挙管理会から当選証書が授与された。なお第2次安倍改造内閣の閣僚としては、辞任した小渕優子と松島みどりを含めて小選挙区で敗北した唯一の候補者であった。同年12月24日に発足した第3次安倍内閣で再任されたが、政治献金問題が発覚し、責任を取る形で2015年2月23日に辞任した。この問題を追及した玉木雄一郎は自民党から圧力をかけられたという。

#### 落選・内閣官房参与就任
2017年の第48回衆議院議員総選挙は比例重複をせずに立候補し、無所属（立憲・社民・民進推薦）の福田昭夫に敗れ落選した。11月8日に内閣官房参与に任命され、農業政策全般について助言を行うことになった。2020年9月16日、安倍晋三首相辞任に伴い、内閣官房参与を退職した。9月25日、菅義偉首相により内閣官房参与に再任された。しかし、鶏卵汚職事件に絡んで、農林水産大臣だった吉川貴盛が政治資金を受けていた当時に日本養鶏協会幹部でもあったアキタフーズの元代表からクルーズ客船での接待を受けていたと報じられ、12月8日付で辞任した。
2021年4月14日、この日までに新設された「党幹事長特別参与」となる。同月23日、次期衆院選に出馬しない意向を表明した。同年10月に行われた第49回衆議院議員総選挙では、調整の結果、栃木2区からは自民党栃木県連が公募で選んだ五十嵐清が出馬。長男の西川鎮央は比例北関東ブロックに回ったが落選した（五十嵐は福田に敗れたが比例復活）。
2023年秋の叙勲に於いて旭日大綬章を受章した。

## 政策・主張

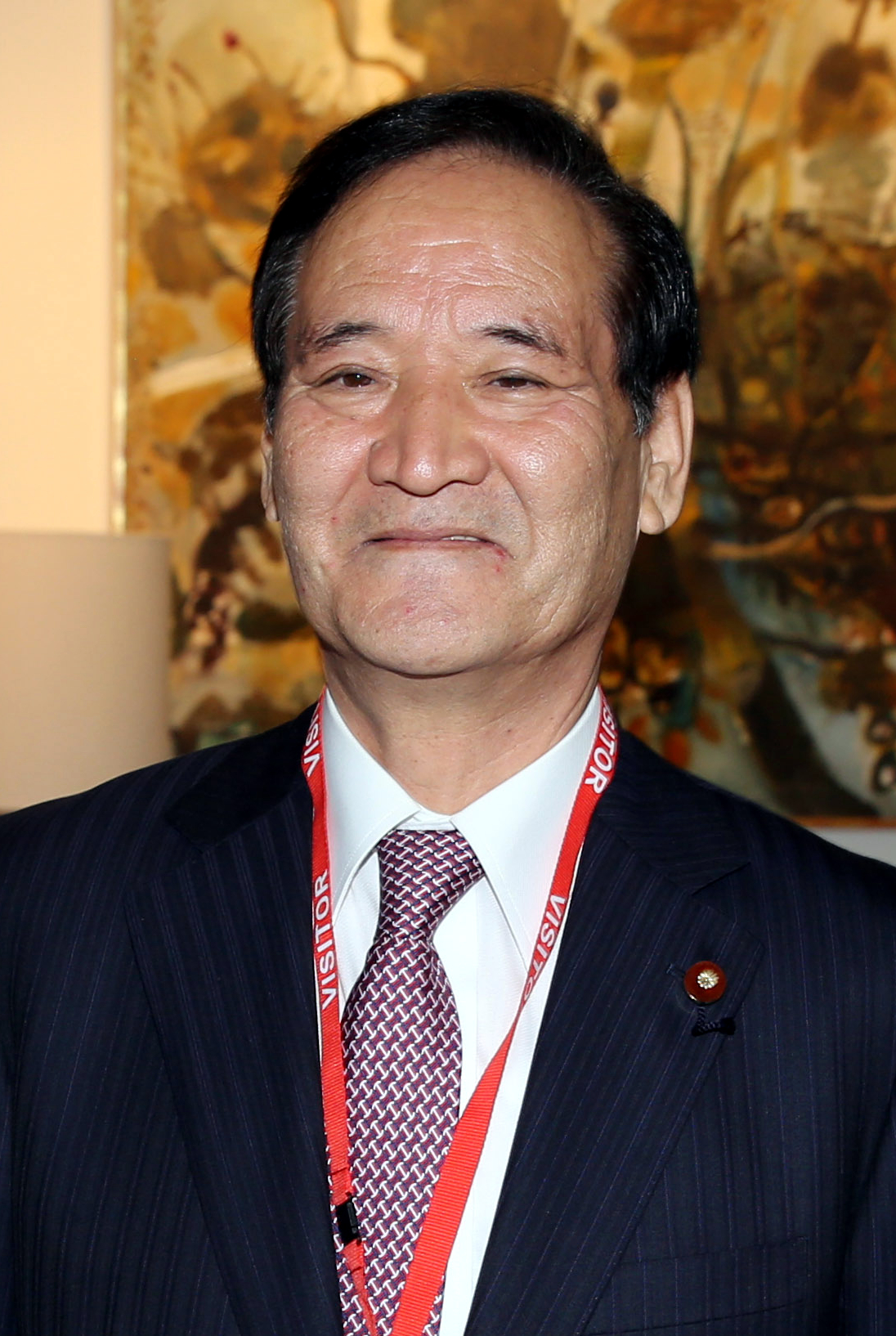
オーストラリアにて（2014年3月17日）

環太平洋経済連携協定（TPP・環太平洋パートナーシップ協定）
「TPP参加の即時撤回を求める会」のメンバーの一人として名を連ねていた。2012年12月の第46回衆議院議員総選挙では、環太平洋経済連携協定の締結に反対の立場を表明し、特に農業分野については「農業分野の関税はすべて守るべきだ」と主張した。協定に関する交渉への参加にも反対しており、「農業だけでなく、社会そのものを崩壊させる現行のTPP交渉参加は反対」と主張した。
自由民主党に設置された「TPP対策委員会」にて委員長に就任後、環太平洋経済連携協定の交渉に向けて党内調整をする。2013年7月の第23回参議院議員通常選挙に際、自由民主党は総合政策集を公表し、環太平洋経済連携協定について「農林水産分野の重要5品目等やこれまで営々と築き上げてきた国民皆保険制度などの聖域（死活的利益）を最優先し、それが確保できない場合は、脱退も辞さない」との主張を掲げた。
2014年9月、第2次安倍改造内閣で農林水産大臣に就任すると「これからの経済は経済連携なしでは考えられない。各国が互いに配慮しながら経済連携を拡大させていくという姿勢で、できるだけ早く合意が得られるようにしたい」と主張し、環太平洋経済連携協定に関する交渉の早期合意を目指すとした。
第190回国会では同特別委員会委員長を務める。
選挙での公約
与党となった民主党がマニフェストを遵守できなかったことに批判的であり、選挙で掲げた政権公約は「必ず守るべきだ」と主張している。
その他
第154回国会にて選択的夫婦別姓制度導入に反対の請願を出している。一方で、2014年のアンケートでは、選択的夫婦別姓制度導入の賛否について「どちらともいえない」としている。

## 発言

### 農業関連
- 山形県農協政治連盟が、2013年の第23回参議院議員通常選挙に際し、TPP交渉参加反対を掲げるみどりの風の舟山康江の推薦を決めたことに対し、農業関係者や地元議員らを前にして「いま自民党を敵にして農業が大丈夫だと思っているのか」と批判した[32]。
- 大阪府のテレビ局が制作する番組において、農林水産大臣や衆議院農林水産委員長などを歴任した山田正彦らと共演することになった[33]。その際、テレビ局の楽屋で山田が「このままTPP交渉を進めていったら、日本の、家族経営の農家は全部潰れてしまう」[33]と主張すると、西川は「今の農家は潰していいんだ。農業は企業がやればいいんだ」と返答した[33]。

### TPP関連
- 2014年6月10日の自民党農林関係合同会議の席上、「TPP交渉の遅延を農協改革で取り戻そうとしている」と政府を批判した木村義雄参議院議員に対し、「何を言っているんだ、小僧！」と反論した[34]。この時、西川は71歳、木村は66歳であった。なお、木村は西川よりも5歳年下だが、当選回数は木村が上回る（木村は衆院7期、参院1期。西川は衆院5期）。

### EPA関連
- 2017年7月11日の自民党本部での会合で、日本・EU経済連携協定（EPA）の大枠合意に関する政府の説明資料について農業関係者に対する徹底的な説明を要請する中で、政府の説明資料について「具体的に関係者に分かってもらうための資料じゃなければ話にならない。国会だったら分からないための資料でも結構だが」と、国会軽視とも受け取れる発言を行った[35]。

### 過去の起訴猶予処分
- 週刊文春によると、2014年10月、かつて千振ダム汚職事件にて収賄罪の容疑で逮捕され起訴猶予処分を受けた件について質問された[36]。その際、西川は「不起訴になった事実は記憶しているところです」[36]と回答している。一方で「半世紀近くも前の人の犯歴に関することであり、その有無及び内容についても回答は差し控えます」と述べた[36]。

## 不祥事

### 千振ダム汚職事件にて収賄容疑で逮捕（1971年）
週刊文春によると、千振ダムの工事を請け負った建設業者から、コンクリート打ちの不備を見逃す見返りとして現金を受け取っていた容疑を掛けられた。千振ダム汚職事件を捜査していた栃木県警察本部刑事部捜査第二課は、1971年9月に西川を収賄罪の容疑で逮捕した。ただ、見返りとして受け取った金額が少額だったことや、西川自身がまだ若かったことなどが考慮され、起訴猶予処分となった。なお、同時に逮捕された建設業者や西川の上司らは、そのまま起訴され、執行猶予は付いたものの有罪判決を受けている。

### 木材加工会社からの違法献金疑惑（2010年）
- 政治資金規正法が補助金の交付決定を受けた会社が1年間献金することを禁じている（政治資金規正法では国の補助金交付を受けた企業に対し、決定通知日から１年以内の政党や政治資金団体への寄付を禁じている。）にもかかわらず、西川が代表を務める政党支部が国の補助金をもらっていた選挙区内の木材加工会社のテクノウッドワークス株式会社から2012年に300万円の献金を受け取っていたことが発覚した[37]。この木材加工会社は2009年度に1億6100万円、2010年度にも3億7000万円、2012年度に7億円の補助金を国から受けていた。一方、西川は、国会で「この事業が継続するよう努力したい」と答弁するなど、再三、同事業の必要性を強調していた[38][39][40]。

### 製糖業界関連（2014年）
- 2014年12月24日より第3次安倍内閣の農林水産大臣を務めたが、自らの政党支部が2013年7月、環太平洋パートナーシップ協定（TPP）交渉に日本が初参加する直前に、砂糖メーカー団体の日本精糖工業会が運営する製糖工業会館から100万円の献金を受けていたことを認め、2015年2月23日に辞任した[41][42]。また、精糖工業会は同年3月、農水省の「さとうきび等安定生産体制緊急確立事業」で13億円の補助金交付が決まっていた。政治資金規正法は国の補助金の交付決定から1年間の政治献金を禁じている[43][44][45]。

### TPP関連で養鶏関係者からの現金受領（2015年）
環太平洋経済連携協定（TPP）の交渉に絡み、2015年9月に一般社団法人日本養鶏協会の当時の会長から現金を受け取っていたことを認めた。

### 鶏卵業者からの現金受領（2020年）
- 2020年12月8日、農林水産大臣だった吉川貴盛が政治資金を受けていた、大手鶏卵生産会社のアキタフーズ元代表（当時、日本養鶏協会幹部）から複数回にわたって数百万円の現金を受け取った疑いで、関係者が東京地検特捜部の捜査対象となった。この問題で、内閣官房参与だった西川も接待を受けていたことが報じられ、同日付で内閣官房参与を辞任した。報道によると、西川は2020年7月に広島県福山市のマリーナからアキタフーズが所有するクルーザー船に乗り、その後、尾道市に向かい高級リゾートホテルに宿泊したという[47][48]。
- 前代表の供述では、西川が14年9月に農水相になった直後から現金提供を始めたとされる。100万円単位で年に2回ほど西川本人に渡し、20年までの総額は十数回で1500万円を超えるという。このうち17年11月に就任した官房参与に在任中の分は約500万円とみられる。いずれも領収書は受け取っていないという[49][50]。

### 政治資金パーティー収入の裏金問題
2023年12月26日、西川が代表を務める政治団体「幸湖会」が、2021年に所属していた二階派から1048万円の寄付を受けていながら、政治資金収支報告書に収入として記載していなかったことが分かった。同日、総務省に訂正を届け出た。西川は取材に「事務所の担当者が不慣れで収入として見落としてしまっていた」とし、事務的なミスだったと説明した。

二階派と安倍派は政治資金パーティーの販売ノルマの超過分を所属議員に還流させていたとされる。西川はノルマ超過分の還流について「受け取って報告書に載せていた」と証言。一方、二階派の事務総長時代に不記載の事実を認識していたかについては「事務方に任せており、把握していなかった」と話した。

## 政治資金問題

### 長男の会社への支出
- 西川が代表を務める「自民党栃木県第二選挙区支部」が、西川の政策秘書でもある長男・西川鎮央（元栃木県議会議員）が経営する会社から政党助成金を含む政治資金で物品などを購入していた。2010～2012年に、土産代やお歳暮、スタッドレスタイヤ代などに計約39万円を支出していた[52][53]
- また、2014年10月29日の国会で、玉木雄一郎衆院議員が「長男は秘書としての勤務実態があるのか」と指摘[54]。

### 長男の関連会社からの献金関連
2011年8月に破綻した那須塩原市の畜産会社安愚楽牧場から、2006年から2010年までの4年間で計125万円の献金を受けていた。西川の長男が同社の顧問を務めており、同社の三ケ尻久美子社長は西川の下へ陳情に訪れていた。

### 消費者金融関連
日本共産党の機関紙しんぶん赤旗に、消費者金融業界の政治団体「全国貸金業政治連盟」（全政連）からパーティー券の購入等による資金提供を受けていたと報じられた。

## 人物
- 2006年5月20日の統一教会の集団結婚式（天宙平和連合祖国郷土還元日本大会）に祝電を送っていた[57]。
- 2014年の第186回国会において、大臣、副大臣、政務官、補佐官、議長、副議長、委員長のいずれの要職にもついていなかったのみならず、質問、議員立法、質問主意書提出のいずれもなかったことが指摘された[58][59]。

- 自身の国会議員政策担当秘書を務める長男が、通常国会開会中に、経営する釣り堀の中を掃除している様子などを交流サイト・フェイスブックに書き込んでいたと指摘された[52]。

## 略歴

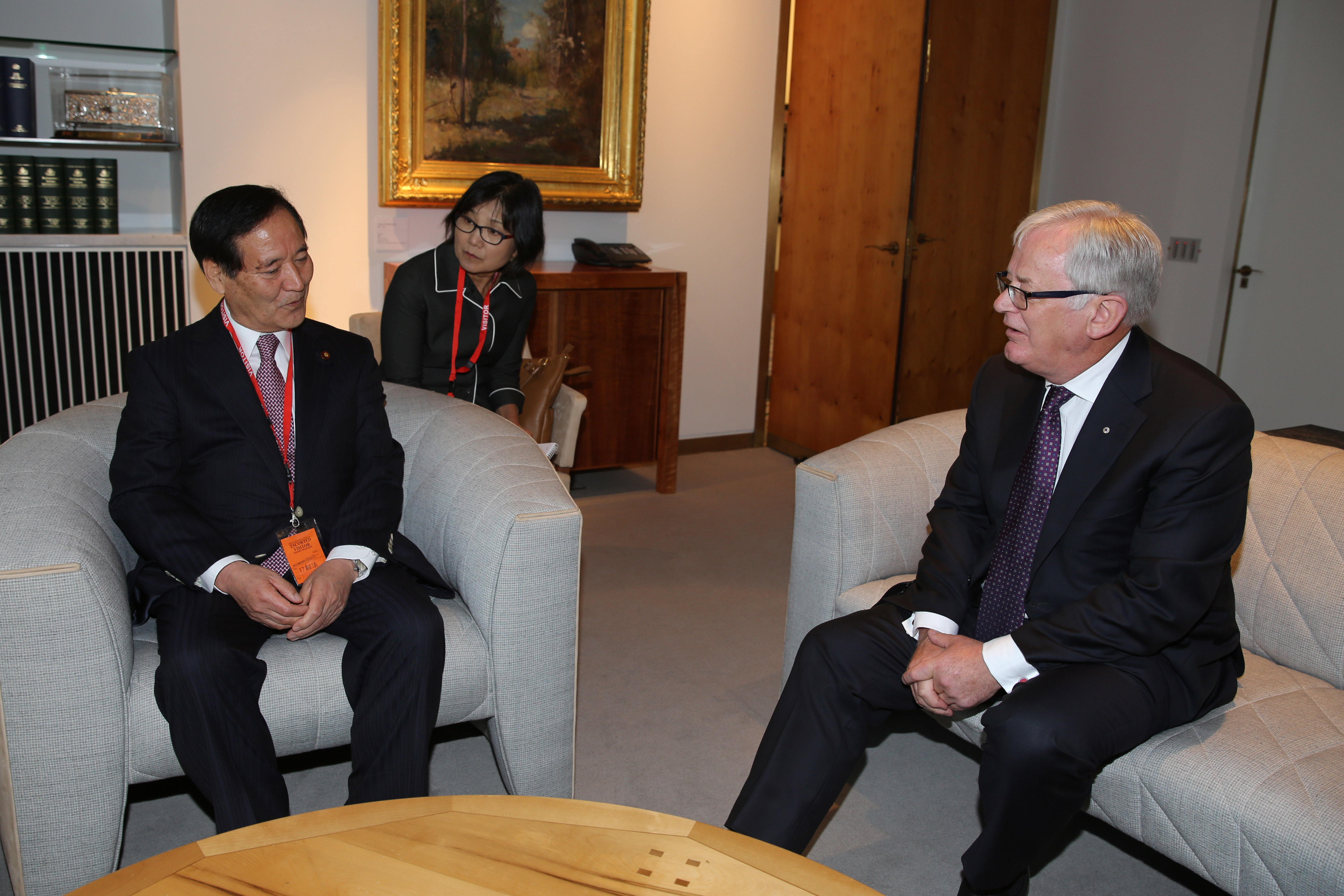
2014年3月17日、オーストラリア貿易投資大臣アンドリュー・ロブ（右）と

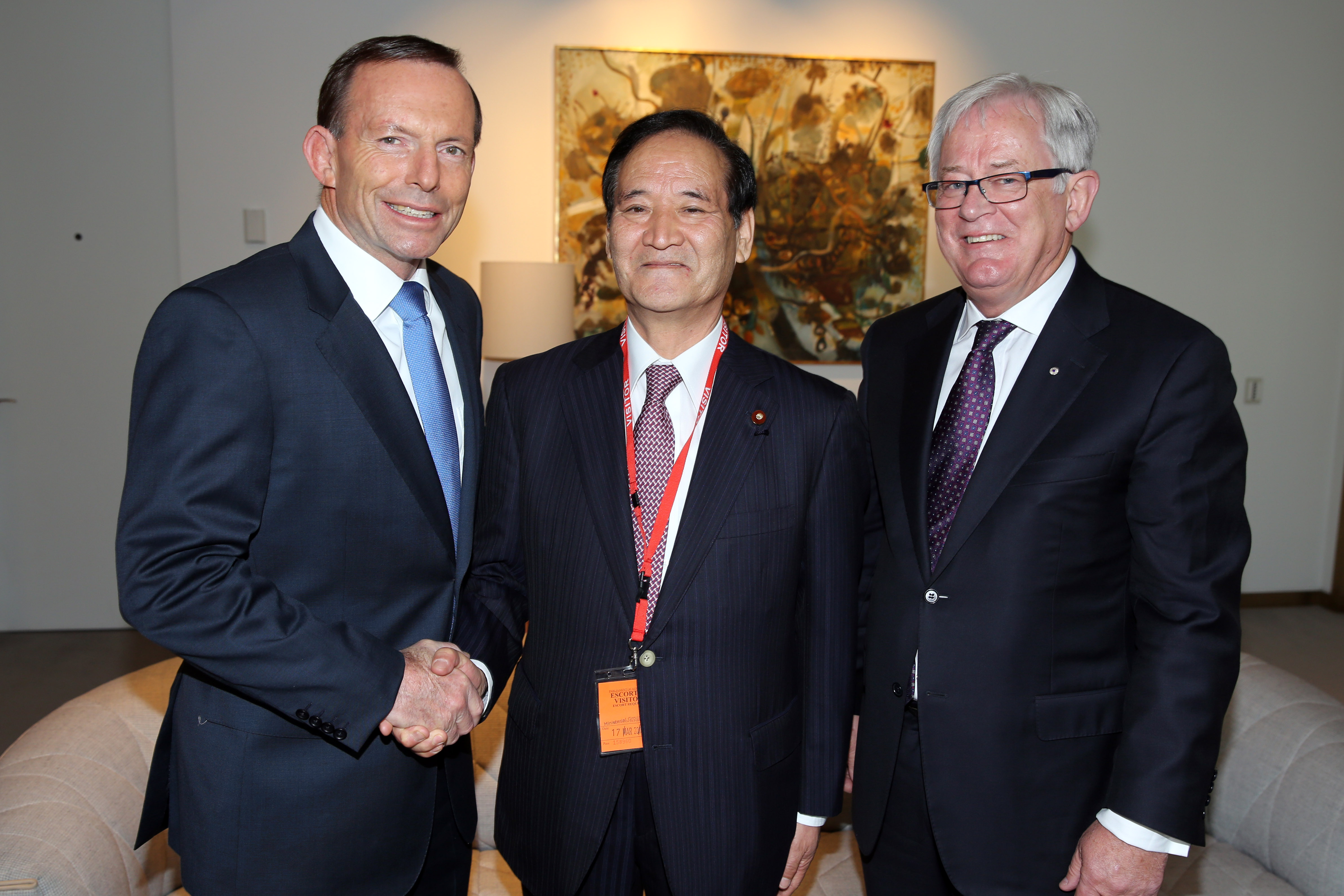
2014年3月17日、オーストラリア首相トニー・アボット（左）、貿易投資大臣アンドリュー・ロブ（右）と

- 1942年 - 栃木県塩谷郡氏家町にて誕生。
- 1961年 - 栃木県立宇都宮高等学校卒業。
- 1965年 - 東京農工大学農学部卒業。
- 1967年 - 東京農工大学大学院農学研究科修士課程修了。
- 1967年 - 栃木県庁入庁。
- 1971年 - 栃木県警察本部刑事部捜査第二課により逮捕。
- 1978年 - 栃木県庁退職。
- 1979年 - 栃木県議会議員選挙当選（1期目）。
- 1983年 - 栃木県議会議員選挙当選（2期目）。
- 1987年 - 栃木県議会議員選挙当選（3期目）。
- 1989年 - 第15回参議院議員通常選挙落選。
- 1991年 - 栃木県議会議員選挙当選（4期目）。
- 1993年 - 栃木県議会議長。
- 1995年 - 栃木県議会議員選挙当選（5期目）。
- 1996年 - 第41回衆議院議員総選挙当選（1期目）。
- 2000年 - 第42回衆議院議員総選挙当選（2期目）。
- 2001年 - 内閣府大臣政務官（第2次森改造内閣（中央省庁再編後））。
- 2002年 - 経済産業大臣政務官（第1次小泉第1次改造内閣）。
- 2003年 - 内閣府大臣政務官（第1次小泉第2次改造内閣）。
- 2003年 - 第43回衆議院議員総選挙当選（3期目）。
- 2003年 - 内閣府大臣政務官（第2次小泉内閣）。
- 2004年 - 内閣府副大臣（第2次小泉改造内閣）。
- 2005年 - 第44回衆議院議員総選挙当選（4期目）。
- 2005年 - 内閣府副大臣（第3次小泉内閣）。
- 2006年 - 衆議院農林水産委員長。
- 2006年 - 内閣府地方制度調査会委員。
- 2006年 - 自由民主党農林水産物貿易調査会事務局長。
- 2007年 - 自由民主党副幹事長。
- 2007年 - 自由民主党農業基本政策委員会委員長。
- 2008年 - 自由民主党政務調査会副会長。
- 2009年 - 第45回衆議院議員総選挙落選。
- 2012年 - 第46回衆議院議員総選挙当選（5期目）。
- 2013年 - 自由民主党TPP対策委員会委員長。
- 2014年 - 農林水産大臣（第2次安倍改造内閣）。
- 2014年 - 第47回衆議院議員総選挙当選（6期目）。
- 2014年 - 農林水産大臣（第3次安倍内閣）。
- 2016年 - 衆議院環太平洋パートナーシップ協定等に関する特別委員長。
- 2017年 - 自由民主党日・EU等経済協定対策本部本部長[60]。
- 2017年10月22日 - 第48回衆議院議員総選挙落選。
  - 11月2日 自由民主党 TPP・日EU等経済協定対策本部特任顧問、自由民主党 農林・食料戦略調査会特別顧問に就任
  - 11月8日 内閣官房参与に任命
- 2020年
  - 9月25日 - 内閣官房参与（農林水産業の振興）に再任[16]。
  - 12月8日 - 内閣官房参与を辞任[61]
- 2021年
  - 4月14日 - 自由民主党幹事長特別参与（この日に新設された役職）[19]。

## 家族・親族
- 長男・西川鎮央（元栃木県議会議員）

## 所属団体・議員連盟
- 自民党たばこ議員連盟（副会長）[62][63]
- 神道政治連盟国会議員懇談会[64]
- みんなで靖国神社に参拝する国会議員の会[64]
- TPP交渉における国益を守り抜く会
- 再チャレンジ支援議員連盟

## 出演
- ビートたけしのTVタックル（テレビ朝日、2013年1月21日・8月19日）

## 著書
- 地方振興のサプリメント（1997年9月、千代田永田書房）ISBN 9784924457089
- 食料逼迫―混迷するWTO交渉の真相と日本農業の方向（2009年1月、家の光協会）ISBN 9784259518189
- TPPの真実―壮大な協定をまとめあげた男たち（2017年1月、開拓社）ISBN 9784120048463 → ISBN 9784758970037  2016年5月6日中央公論新社から発売予定とされていたが内容が問題になったため延期され[65]、版元も変えられた。最終のゲラ刷りにはTPPの交渉過程に関する情報が記載されていたという[66][67]。